# Yo mismo: Retrato-Paisaje
Yo mismo: Retrato-Paisaje (en francés Moi-même) es un óleo realizado en 1890 por el pintor francés Henri Rousseau, conocido como «el aduanero Rousseau». Sus dimensiones son de 146 × 113 cm. Se expone en la Galería Nacional de Praga.
Con este cuadro, Rousseau afirmó haber inventado un nuevo género, el retrato-paisaje, que consistía en pintar un paisaje sobre el que se añadía el retrato de la persona. En este caso eligió uno de sus lugares favoritos en París, añadiendo luego el autorretrato en primer plano. 

## Descripción e interpretación
El cuadro es un autorretrato de cuerpo entero con un paisaje urbano de París como fondo de estilo naíf. Se puede ver a un Rousseau serio, vestido de negro, con la barba muy cuidada y rodeado de un puente de metal, un globo, un barco sobre el río Sena con las banderas náuticas de señales y la recién inaugurada Torre Eiffel.
Porta una paleta y un pincel. En la primera se pueden leer los nombres «Clemence» (nombre de su primera esposa, Clemence Boitard) y «Josefina» (nombre de su segunda esposa, Josefina Noury), los que parecen haber sido escritos sobre otra inscripción que ha quedado borrada.
En la solapa izquierda lleva la insignia de Les Palmes académiques, premio otorgado por un ministerio francés.